# Discordo
Il discordo è un componimento metrico che risale alle origini della poesia italiana, erede del descort della lirica provenzale da cui mutua anche il nome.
Il discordo si diffuse in Italia nel Duecento tramite la Scuola siciliana con la caratteristica, per quanto concerne soprattutto la forma, di tratti astrofici, schema rimico alquanto variegato da strofa a strofa, versi preferibilmente brevi (con l'esclusione dell'endecasillabo), variabili numericamente da una strofa all'altra e nel numero delle sillabe.
Per quanto concerne il contenuto, il discordo poteva essere a tema: contrasto amoroso, contrasto tra il lamento d'amore e la piacevolezza della melodia, contrasto tra schema poetico e melodico e contrasto fra più lingue.
Il carattere fortemente cortese del "discordo" spiega la sua diffusione in ambito siciliano e il suo scarso successo postsiciliano nella rimanente penisola.
Tra i poeti del XIII secolo che hanno composto discordi troviamo:
- Bonifacio Calvi (discordo trilingue: provenzale, italiana e spagnola)[2]
- Giovanni di Brienne (Donna, audite como)[3]
- Iacopo da Lentini (Dal core mi vene )
- Giacomino Pugliese (Donna per vostro amore)[4]
- Federico I di Svevia (Plas mi cavalier frances, del 1160 ca; discordo bilingue: italiano e provenzale[2]
- Dante Alighieri (Aï faux ris, pour quoi traï aves)

## Esempi
Donna, audite como, di Giovanni di Brienne, rappresenta la prima testimonianza di discordo in Italia (ca 1225).
Schema metrico:
```
stanze  num. versi  schema rimico             tipo di rima

I.        (9)       aad bbd ccd
II.       (14)      ededededededed            baciata
III.      (23)      fgfgfgfffgfffgffgffgffg   baciata
IV.       (22)      hihihihihihihihihihihi    baciata
V.        (7)       jjjjjjj                   monorima
VI.       (6)       gfgfgf                    baciata
VII.      (6)       iikiik
VIII.     (6)       hlhlhl                    baciata
IX.       (6)       mmnoon

```

Per quanto riguarda la loro lunghezza, i versi variano tout court dal quaternario all'ottonario.

### Donna, audite como
Donna, audite como

     mi tegno vostro omo

     e non d'altro segnore.

         La mia vita fina

     voi l'avete in dot[t]rina

     ed in vostro tenore.

         Oi chiarita spera!

     la vostra dolze ciera

     de l'altr[e] è genzore.

         Così similemente

     è lo vostro colore:

     color non vio sì gente

     né 'n tinta, né 'n fiore;

     ancor la fior sia aulente,

     voi avete il dolzore.

     Dolze tempo e gaudente

     inver[i] la pascore!

     ogn'om che ama altamente

     si de' aver bon core

     di cortese e valente

     e le[a]l servitore

     inver donna piagente,

     cui ama a tut[t]ore.

         Tut[t]ora de' guardare

     di fare fallanza

     ché non è da laudare

     chi non à leanza,

     e ben de' om guardare

     la sua [o]noranza.

     Certo be[n] mi pare

     che si facc[i]a blasmare

     chi si vuole orgogliare

     là ove non à possanza.

     E chi ben vuol fare,

     sì si de' umiliare

     inver sua donna amare

     e fare conosc[i]anza.

     Or venga a rid[d]are

     chi ci sa [ben] andare,

     e chi à intendanza

     si degia allegrare

     e gran gioia menare

     per [sua] fin[a] amanza;

     chi no lo sa fare,

     non si facc[i]a blasmare

     di trarersi a danza.

         Fino amor m'à comandato

     ch'io m'allegri tut[t]avia,

     faccia sì ch'io serva a grato

     a la dolze donna mia,

     quella c'amo più 'n celato

     che Tristano non facia

     Isotta, como cantato,

     ancor che li fosse zia.

     Lo re Marco era 'nganato

     perché 'n lui si confidia:

     ello n'era smisurato

     e Tristan se ne godia

     de lo bel viso rosato

     ch' Isaotta blond' avia:

     ancor che fosse pec[c]ato,

     altro far non ne potia,

     c'a la nave li fui dato

     onde ciò li dovenia.

     Nullo si facc[i]a mirato

     s'io languisco tut[t]avia,

     ch'io sono più 'namorato

     che null'altro omo che sia.

         Perla, fior de le contrate,

     che tut[t]e l'altre passate

     di belleze e di bontate,

     donzelle, or v'adornate,

     tut[t]e a madon[n]a andate

     e mercede le chiamate,

     che di me agia pietate;

         di que', ch'ell'à, rimembranza

     le degiate portare;

     già mai 'n altra ['n]tendanza

     non mi voglio penare,

     se no 'n lei per amanza,

     ché lo meglio mi pare.

         Dio mi lasci veder la dia

     ch'io serva a madonna mia

     a piacimento,

     ché io servire le vorrìa

     a la fiore di cortesìa

     e insegnamento.

         Meglio mi tegno per pagato

     di madonna,

     che s'io avessi lo contato

     di Bologna

     e la Marca e lo ducato

     di Guascogna.

         E le donne e le donzelle

     rendano le lor castelle

     senza tinere.

     Tosto tosto vada fore

     chi non ama di bon core

     a piacere

### Aï faux ris, pour quoi traï aves
Nel discordo Aï faux ris, pour quoi traï aves, attribuito a Dante Alighieri, il testo poetico è intriso di francese (o provenzale secondo alcuni), toscano e latino.
            Aï faux ris, pour quoi traï aves

        oculos meos? Et quid tibi feci,

        che fatta m'hai così spietata fraude?

        Iam audi[vi]ssent verba mea Greci!

            E selonch autres dames vous saves

        che ‘ngannator non è degno di laude.

        Tu sai ben come gaude

        miserum eius cor qui prestolatur:

        je li sper anc, e pas de moi non cure.

            Ai Dieus, quante malure

        atque fortuna ruinosa datur

        a colui che, aspettando, il tempo perde,

        né già mai tocca di fioretto il verde!

        [...]

### Plas mi cavalier frances
Plas mi cavalier frances

        e la dama catalana

        e l'onrar del genoes

        e la cour de castellana,

        lo cantar provenzales

        e la danza trivisana

        e lo corps aragones

        e la perla iuliana,

        la mans e cera d'angles

        e lo donzel de Touscana.